# Tetragnatha filipes
Tetragnatha filipes là một loài nhện trong họ Tetragnathidae.
Loài này thuộc chi Tetragnatha. Tetragnatha filipes được miêu tả năm 1936 bởi Schenkel.